# Eldon (Nuevo Brunswick)
Eldon es una parroquia canadiense situada en la provincia de Nuevo Brunswick.

## Superficie
Eldon tiene una superficie de 1688,58 km².

## Demografía
En 2021, tenía 674 habitantes, una densidad poblacional de 0,4 hab./km², y 369 viviendas.